# Em Busca do Tintin Perdido
Em Busca do Tintin Perdido é um romance gráfico brasileiro de autoria de Ricardo Leite. A HQ foi lançada em 2022 pela editora Noir.
O livro é definido pelo autor como uma "fantasia autobiográfica", que tem como ponto de partida uma visita de Leite ao Museu Hergé, em Bruxelas, ocorrida em 2013 (o título faz referência direta ao personagem Tintim, criado por Hergé). Nos dez capítulos da HQ, são homenageados diversos quadrinistas, que debatem questões como técnicas de desenho, escolas de linguagem, festivais de quadrinhos e demais assuntos ralacionados.
Ainda em 2022, o livro foi publicado pela Éditions Sepia na França com o título de À la Recherche du Tintin Perdu. No ano seguinte, foi lançado em Portugal pela editora A Seita.

Em 2023, o livro ganhou o 35º Troféu HQ Mix na categoria de melhor edição especial nacional.